# Héctor Elizondo
Héctor Elizondo (Nova Iorque, 22 de dezembro de 1936) é um ator americano, de origem porto-riquenha. Além de ator, Hector Elizondo também é guitarrista, cantor e dançarino.

## Biografia
Na década de 1930 os pais de Hector, Martin Echevarria Elizondo (que tinha os pais espanhóis) e Carmen Medina Reyes, emigraram de Porto Rico para Nova Iorque.
Em 1954, Elizondo se matriculou em City College, em Nova Iorque, com a intenção de se graduar como professor de História. Nos anos de 1962 e 1963, estudou dança no Ballet Arts Company, do Carnegie Hall. Como ator, começou atuando no teatro e, a partir de 1970, fez mais de 80 filmes.
O diretor Garry Marshall o considera como uma espécie de "amuleto da sorte", sendo que o ator atuou em dezoito filmes dirigidos por ele. Foi premiado em 1997 com o Emmy Awards de melhor ator coadjuvante em série dramática por seu trabalho em Chicago Hope.

## Filmografia principal
- 2011 - New Year's Eve (br: Noite de Ano Novo)
- 2010 - Valentine's Day (br: Idas e Vindas do Amor)
- 2005-2010 Grey's Anatomy (Pai da Calliope Torres)
- 2007 - Love in the Time of Cholera (br: O Amor nos Tempos do Cólera)
- 2007 - Georgia Rule
- 2007 - Music Within
- 2006 - The Celestine Prophecy
- 2005 - I Believe in America
- 2004 - Raising Helen  (br: Um presente para Helen - pt: A educação de Helen)
- 2004 - The Princess Diaries 2: Royal Engagement (br: O diário da princesa 2 - pt: O diário da princesa: noivado real)
- 2001 - The Princess Diaries (br /pt: O diário da princesa)
- 1999 - Runaway Bride (br / pt: Noiva em fuga)
- 1997 - Turbulence (br / pt: Turbulência)
- 1994 - Beverly Hills Cop III (br: Um tira da pesada 3 - pt: O caça polícias III)
- 1994 - Getting Even With Dad (br: Acertando as contas com o papai - pt:)
- 1991 - Frankie and Johnny (br / pt: Frankie e Johnny)
- 1990 - Pretty Woman (br: Uma linda mulher - pt: Um sonho de mulher)
- 1986 - Nothing in Common
- 1986 - Courage (br: Uma mulher de coragem - pt:)
- 1985 - Private Resort (br: Férias do barulho - pt:)
- 1984 - The Flamingo Kid (br/pt: Flamingo Kid)
- 1980 - American Gigolo (br: Gigolô americano - pt: American Gigolo)
- 1974 - The Taking of Pelham One Two Three - (br.: O Sequestro do Metrô - pt:)
- 1971 - Valdez Is Coming